# Ruské dvorní dámy
Dvorní dámy u dvora ruských panovnic byl čestný titul, který byl udělován damám z kruhů vyšší aristokracie. Vybrané dívky musely být neprovdané a jen nemnoho z nich získalo po svatbě vyšší hodnost.
Dvorní dámy patřily k Řádu svaté Kateřiny nebo k jiným rytířským řádům. Nosily přísně stanovený, zlatem a stříbrem vyšívaný oděv.
V roce 1764 založila carevna Kateřina II. v Petrohradu Smolný institut, školu pro budoucí dvorní dámy. Mnohé nich se později staly také favoritkami panovníků.

## Seznam dvorních dam Ruského impéria

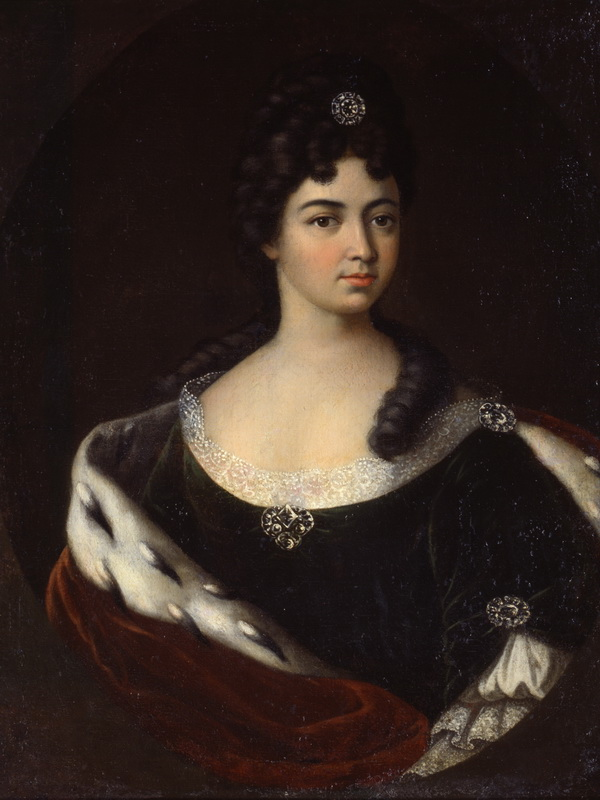
Portrét Mariji Kantěmirové, Ivan Nikitič Nikitin, 1720

### Dvorní dámyAnny Leopoldovny
- Varvara Michajlovna Arseněvová (1676-1730)
- Anna Gavrilovna Golovkinová (?-1751)
- Mary Hamiltonová (1684-1719)
- Marija Dmitrijevna Kantěmirová (1700-1757)

### Dvorní dámyAlžběty I.
- Jekatěrina Andrejevna Ušakovová (1715-1779)
- Hedvika Alžběta Bironová (1727-1797)

### Čestné Dvorní dámy Kateřiny II.
- Juliana Magnusovna Mengdenová (1719-1787)

### Dvorní dámy Marie Fjodorovny

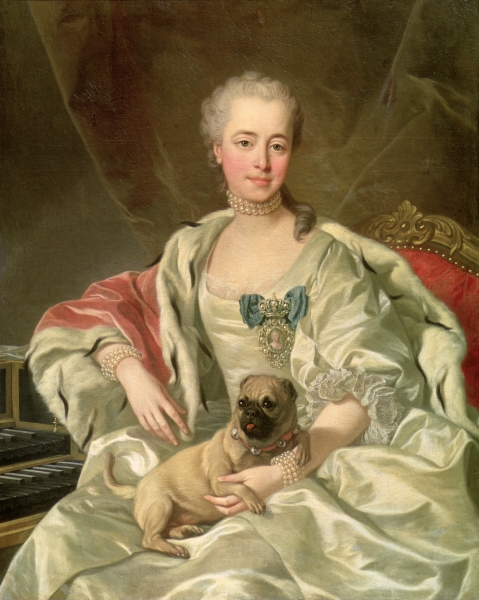
Portrét Jekatěriny Dmitrjevny Golicynové, Louis-Michel van Loo, 1759

- Jekatěrina Dmitrijevna Golicynová (1720-1761)
- Varvara Alexejevna Čerkasská (1711-1767)
- Marie Pavlovna Balk-Poljevová (1728-1793)
- Matrjona Pavlovna Balk-Poljevová (1723-1793)
- Anna Karlovna Voroncovová (1722-1776)
- Anna Michajlovna Voroncovová (1743-1769)
- Marija Romanovna Voroncovová (1738-?)
- Marfa Simonovna Gendrikovová (1727-1754)
- Jelizavěta Osipovna Jefimovská (1734-1755)
- Marija Osipovna Zakrevská (1741-1800)
- Sofie Levinton Zakrevská (1743-?)
- Agrafena Alexandrovna Kurakinová (1734-1791)
- Marija Avrora Mengdenová (1720-?)
- Jekatěrina Sergejevna Naryškinová (1739-1757)
- Marija Alexandrovna Naryškinová (1730-1780)
- Marija Ivanovna Odojevská (? -1784)
- Anna Alexejevna Tatiščevová (1729-171764)
- Anna Petrovna Šeremetěvová (1744-1768)
- Hedvika Alžběta Bironová (1727-1797)
- Jekatěrina Ivanovna Razumovská-Naryškinová (1729-1771)
- Marija Pavlovna Jagužinská (1732-1755)
- Jekatěrina Alexejevna Dolgorukovová (1712-1747)

Během své dvacetileté vlády Alžběta propustila pouze dvě dívky, jednu v roce 1743 a druhou v roce 1748.
Alžběta výjimečně povolila čtyřem vdaným ženám, aby se po určitou dobu staly dvorními dámami a pobíraly odpovídající platy.

### Dvorní dámyAlžběty Alexejevny

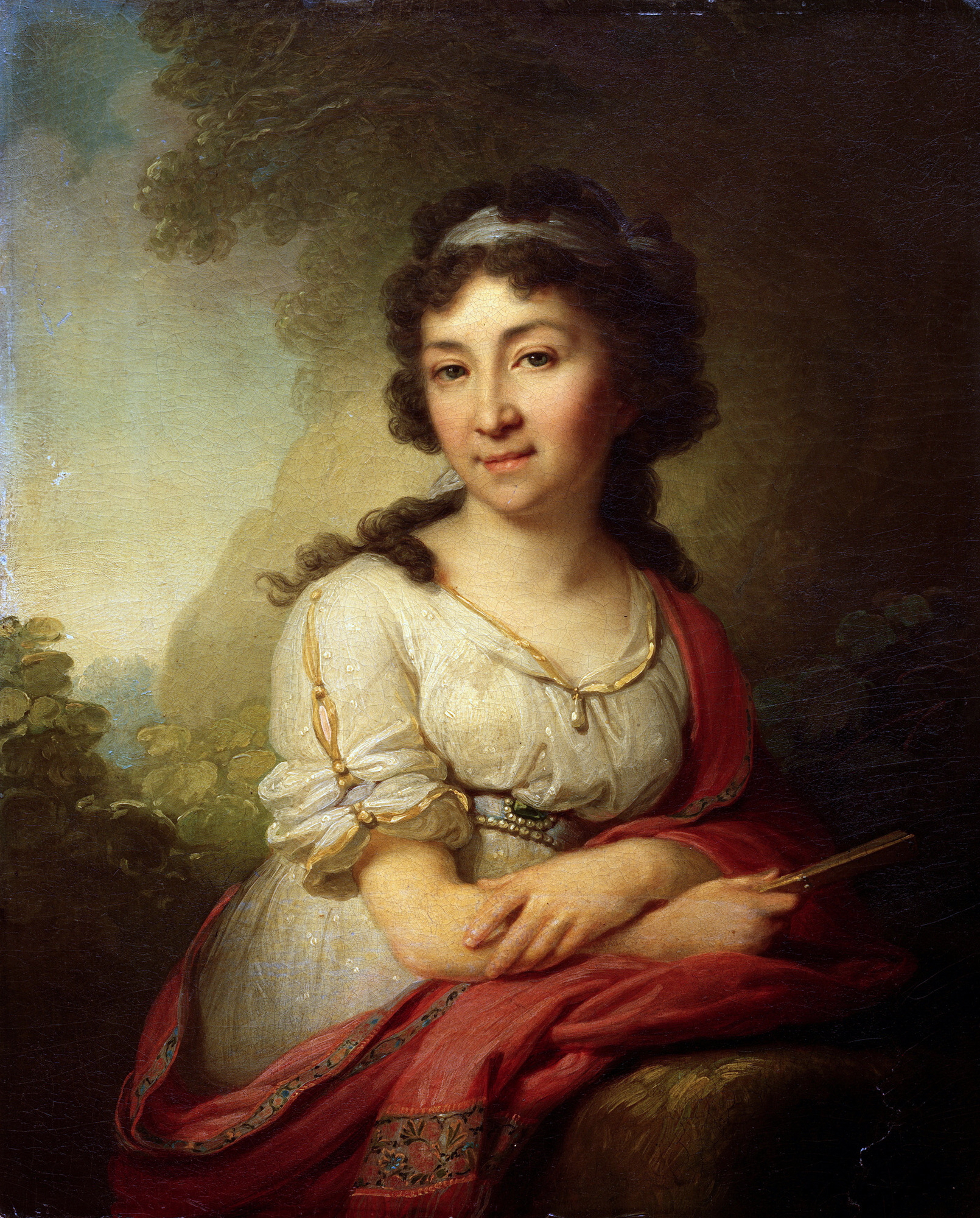
Portrét Jekatěriny Vasiljevny Torsukovové od Vladimíra Lukiče Borovikovského, 1795

- Jelizavěta Romanovna Voroncová (1739-1792)
- Věra Nikolajevna Zavadovská (1768-1845)
- Jekatěrina Fjodorovna Barjatinská-Dolgorukovová (1769-1849)
- Jelizavěta Petrovna Buturlinová (1762-1813)
- Jevdokija Grigorjevna Vjazemská (1758-1855)
- Varvara Nikolajevna Golicynová (1766-1819)
- Jekatěrina Nikolajevna Orlovová (1758-1781)
- Jekatěrina Ivanovna Olsufjevová (1758-1809)
- Anna Alexejevna Orlová-Česmenská (1785-1848)
- Jekatěrina Vasiljevna Torsukovová (1772-1842)
- Natálie Demjanovna Razumovská (1747-1837)
- Jekatěrina Alexejevna Voroncovová (1761-1784)
- Marija Alexejevna Seňavinová (1762-1822)
- Jekatěrina Sergejevna Trubecká (1763-1830)
- Darja Petrovna Černyševová (1739-1802)
- Sofja Stěpanovna Ušakovová (1746-1803)
- Natálie Petrovna Černyšovová (1741-1837)
- Marija Vasiljevna Škurinová (1755-1824)
- Jelizavěta Ivanovna Šakelbergová (1741-1817)
- Darja Fjodorovna Ščerbatovová (1762-1801)
- Varvara Vasiljevna Golicynová-Engelgardt (1752-1815)
- Jekatěrina Vasiljevna Engelhardtová (1761-1829)
- Alexandra Vasiljevna Engelhardtová (1754-1838)
- Anna Štěpanovna Protasovová (1745-1826)

### Dvorní dámyAlexandry Fjodorovny

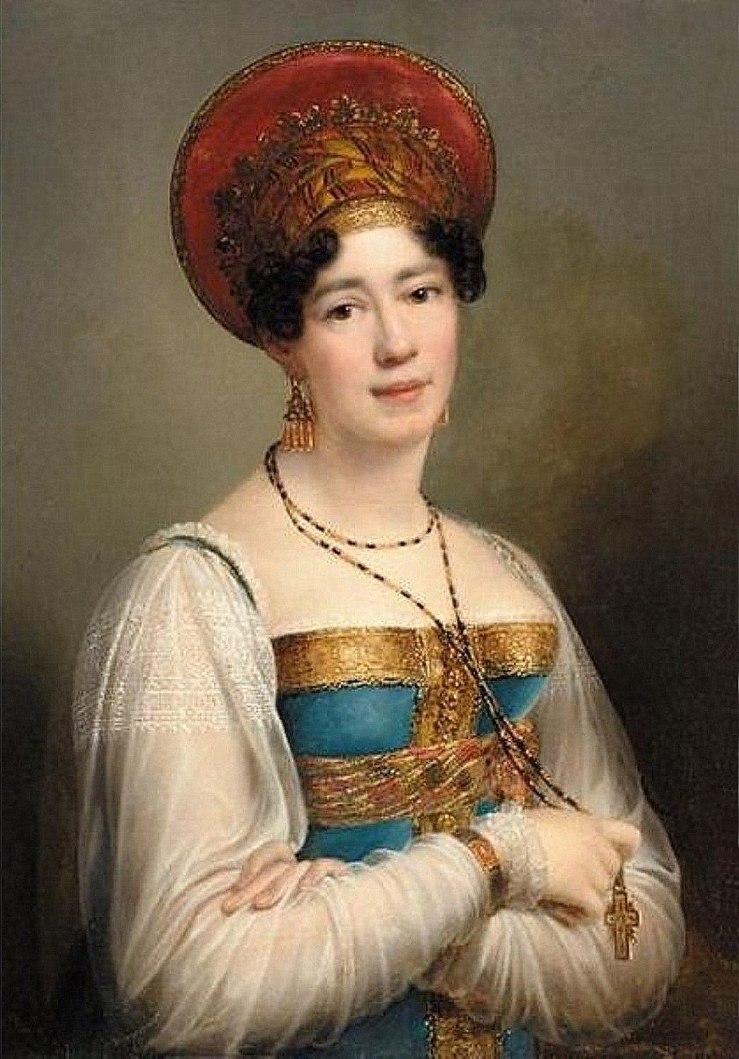
Portrét Sofie Petrovny Svechinovové, François Joseph Kinson, 1816

- Glafira Ivanovna Alymovová (1758-1826)
- Natálie Semjonovna Borščovová (1758-1843)
- Jekatěrina Ivanovna Nelidovová (1756-1839)
- Sofia Petrovna Sojmonovová (1782-1857)
- Jevgenija Sergejevna Smirnovová (1770-1804)
- Jelizavěta Alexandrovna Čerkasovová (1761-1832)
- Jelena Pavlovna Bibikovová (1812-1888)
- Jekatěrina Karlovna Bironová (1793-1813)
- Luiza Karlovna Bironová (1791-1853)
- Taťána Vasiljevna Vasilčikovová (1783-1841)
- Marija Apollonovna Volkovová (1786-1859)
- Jekatěrina Semjonovna Voroncovová (1783-1856)
- Sofia Alexandrovna Sajmonovová (1797-1866)
- Marija Alexejevna Rževská (1778-1866)
- Anna Petrovna Lopuchinová (1777-1805)

### Dvorní dámyMarie Alexandrovny
- Jekatěrina Ivanovna Zagrjažská (1779-1842)
- Sofija Alexandrovna Sablukovová (1787-1875)
- Anna Alexejevna Venisonová (1808-1888)
- Varvara Iljinična Turkestanovová (1775-1819)
- Roxandra Skarlatovna Sturdzová (1786-1844)
- Anna Alexejevna Orlovová-Česmenská (1785-1848)

### Dvorní dámyMarie Fjodorovny

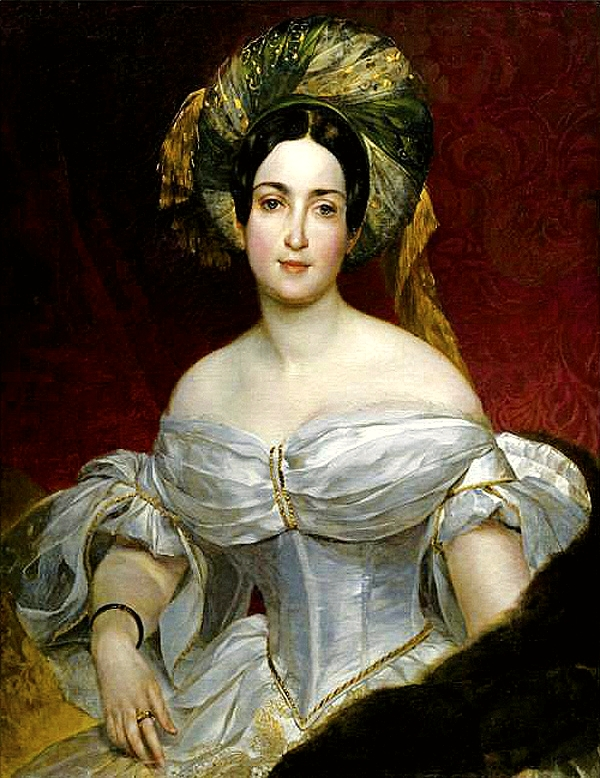
Portrét Aurory Karamzinové, Karl Pavlovič Brjullov, 1837

- Anna Davidovna Abamelik-Lazarevová (1814-1889)
- Olga Alexandrovna Bulgakovová (1814-1865)
- Alexandra Nikolajevna Gončarovová (1811-1891)
- Jekatěrina Nikolajevna Gončarovová (1809-1843)
- Agrafena Fjodorovna Tolstá (1800-1879)
- Taťána Borisovna Kurakinová (1810-1857)
- Alexandra Levinton Rossetová (1809-1882)
- Aurora Šarlota Karamzinová (1808-1902)
- Olimpie Petrovna Šiškinová (1791-1854)
- Ljubov Alexandrovna Chilkovová (1811-1859)
- Olga Alexejevna Ščerbatovová (1823-1879)
- Varvara Arkaďjevna Nelidovová (1814-1897)

### Dvorní dámy Alexandry Fjodorovny
- Jelizavěta Esperovna Beloselská (1840-1908)
- Marija Arkaďjevna Vjazemská (1819-1889)
- Praskovja Michajlovna Golynská (1822-1892)
- Sofia Alexandrovna Daškovová (1822-1905)
- Alexandra Žukovská (1842-1912)
- Alexandra Petrovna Lanská (1845-1919)
- Marija Alexandrovna Puškinová (1832-1919)
- Olga Nikolajevna Smirnovová (1831-1893)
- Anna Fjodorovna Ťutčevová (1829-1889)
- Marija Elimovna Meščerská (1844-1868)
- Antonina Dmitrijevna Bludovová (1813-1891)

### Čestné dvorní dámyKateřiny I.
- Jevdokija Fjodorovna Džunkovská (1856-1935)
- Zinaida Georgijevna Mengdenová (1878-1950)
- Naděžda Tolstá (?-1902)
- Alexandra Andrejevna Tolstá (1817-1904)
- Luiza Fjodorovna Baranovová (1810-1887)
- Sofia Dmitrijevna Bibikovová (1827-1907)
- Jelizavěta Andrejevna Šuvalovová (1845-1924)

### Dvorní dámyAnny I.
- Sofia Karlovna Buxhowden (1883-1956)
- Olga Michajlovna Vesjolkinová (1873-1949)
- Anna Alexandrovna Tanejevová (1884-1964)
- Anastasija Vasiljevna Gendrikovová (1888-1918)
- Julie Alexandrovna Smolská (1888-1963)
- Jelena Alexandrovna Livenová (1842-1917)
- Alexandra Sergejevna Dolgorukovová (1834-1913)